# Adolf Schuppan
Adolf Schuppan   (Berlín, 5 de juliol de 1863 - 1931) fou un compositor alemany. Fou deixeble de Benno Hartel i es donà conèixer per una sèrie d'obres de música de cambra, entre les quals hi ha una sonata per a piano; un quartet, per a instruments d'arc; un trio, per a piano i instruments d'arc; fantasies; una serenata, per a piano i violí; sonata, per a violoncel i diverses peces per a piano.